# Malme
Malme is een plaats in de Noorse gemeente Hustadvika, provincie Møre og Romsdal. Malme telt 428 inwoners (2007) en heeft een oppervlakte van 0,37 km².